# Torneio Juvenil de Robótica
Torneio Juvenil de Robótica (TJR), é uma competição de robótica do Brasil, que congrega desafios para serem resolvidos por robôs construídos por equipes de estudantes do ensino fundamental, médio, de nível superior e pós graduação de todo o país. Foi idealizado e inaugurado em 2009, com o objetivo de oferecer aos estudantes interessados por essa área de conhecimento desafios com diferentes graus de complexidade a serem resolvidos por robôs autônomos. Assim como ocorre em outras competições de robótica, o robô a ser construído é o agente que deverá, em última instância, resolver o problema proposto.
A construção desse robô deverá ser de responsabilidade da equipe inscrita no TJR Torneio Juvenil de Robótica e poderá ser realizada a partir de qualquer material que a equipe decida empregar.
Em última instância, a equipe interessada em participar do evento deverá escolher, dentre as etapas locais oferecidas na edição corrente do Torneio, ao menos uma etapa para se inscrever e competir, bem como verificar com a organização local quais serão os desafios em que poderá competir. Escolhido o desafio e feita a inscrição, a equipe deverá construir  um protótipo de robô que realize a missão predefinida e respeite as regras desse desafio, para, posteriormente, durante a sua participação no evento, fazê-lo desempenhar a missão para a qual foi criado.
Por ser um evento educacional, para o qual os estudantes devem se preparar intelectualmente para poder participar das disputas,  o TJR Torneio Juvenil de Robótica pertence ao rol das olimpíadas de conhecimento.
Anualmente, o torneio estabelece etapas estaduais eliminatórias que classificam seus vencedores à Final Nacional que ocorre no final do respectivo ano.
As equipes premiadas durante a Final Nacional são convidadas a participar da etapa internacional denominada ITR International Tournament of Robots, que ocorre no final do primeiro semestre do ano seguinte, disputando premiação com equipes estrangeiras.

## Descrição
O enfoque, no momento de sua criação, era o de complementar a ação difusora da Olimpíada Brasileira de Robótica, OBR, que havia sido inaugurada em 2007 e, em sua modalidade prática, adotou, em 2010, o desafio da categoria Resgate (Rescue A) da RoboCup Jr.
Entendia-se, então, que as competências solicitadas para a solução do desafio de Resgate não eram apenas distintas daquelas que eram necessárias para os robôs do desafio de Sumô de Robôs __ desafio inaugural da Olimpíada Brasileira de Robótica __ eram mais amplas e complexas e requisitavam que os alunos possuíssem mais experiência e maturidade tanto para a construção mecânica quanto para a programação, dificultando a adesão dos alunos iniciantes. Dessa forma, foram escolhidos para o rol de desafios do TJR um elenco gradativo de problemas para serem resolvidos por robôs autônomos que eram, em ordem crescente de complexidade, em 2017: Sumô, Resgate no Plano, Dança, Viagem ao Centro da Terra baseado no enredo do livro homônimo, Registro Multimidiático  e Resgate de Alto Risco.
O TJR adotou quatro condutas basilares: 1. Permitiu que os alunos interessados em participar pudessem fazê-lo tanto através de uma instituição educacional sob a supervisão formal de um mentor determinado pela instituição de origem da equipe, quanto por conta própria sob a supervisão de um mentor escolhido por eles, o que permitiu a formação e participação, no evento, de muitas equipes compostas por alunos de escolas distintas; 2. Considerando os vários níveis de maturidade alcançados na prática escolar da robótica, fez vincular esses vários estágios à criação de seus desafios, ou seja, para cada estágio, haveria ao menos um desafio cujos graus de competência esperados para o desempenho ótimo do robô do desafio estariam adequados à maturidade típica dos alunos; 3. Ao adotar os princípios das metodologias educacionais ativas em seus cadernos de orientação ao professor (Cadernos de Apoio), o TJR, deixou de dar atenção privilegiada às orientações baseadas nas faixas etárias dos alunos, para sugerir aos professores e mentores que organizassem as atividades discentes segundo quatro eixos condutores de atividades: o eixo do projeto (focado na dinâmica de constituição do produto, os fazeres necessários para a conclusão do escopo inicial), o eixo do produto (focado nas especificações técnicas e funcionais do protótipo), o eixo dos objetos de conhecimento (focado na organização, sistematização e documentação dos saberes alcançados, buscando constituir objetos de aprendizagem que sirvam ao estudo e aprofundamento dos demais interessados e à difusão dos conhecimentos alcançados para a comunidade), o eixo da sociedade (focado nos processos de avaliação da relevância das atividades e produtos alcançados, de seus empregos no âmbito da sociedade e da compreensão do valor tanto ético quanto econômico da pesquisa realizada), o que, na prática, permitiu fazer combinar alunos de faixas etárias distintas numa mesma equipe de trabalho, pois o entendimento do que é compor uma equipe deixou de ser restrito à homogeneidade etária e vivencial dos alunos, para ser focada na articulação de saberes e vivências distintos que possam ser concatenados através convívio laboral dos alunos, cuja faixa etária de cada indivíduo tem pouca relevância frente à motivação de resolver o desafio em conjunto, o que extrapola a meta de simples concepção de um protótipo de robô e passa a ambicionar a conquista de um entendimento mais amplo, respaldado tanto na prática das tarefas do projeto quanto na aprendizagem significativa que a combinação dos seus eixos produz; 4. Ampliou o conceito de etapa regional do evento ao propor que todas as etapas regionais sejam abertas à inscrição de equipes de qualquer região do país, privilegiando a concepção de conjugar a difusão da robótica ao turismo cultural.
O TJR define desafio como a conjunção de cenário, missão e regras destinada à realização por um robô. Dessa forma, para que o robô possa desempenhar um plano de ação para obter êxito no desafio, terá de possuir competências suficientes para tal. Essas competências estão descritas no quadro de competências do Caderno de Apoio publicado pela organização no site. Ali as competências dos protótipos são descritas a partir de verbos nocionais que descrevem de maneira individualizada o papel imprescindível, para a execução da missão no cenário definido, de atuadores ou sensores como se vê, por exemplo, no caso do robô destinado ao desafio Viagem ao Centro da Terra que, dentre outras competências, o robô deverá detectar a presença de objetos e paredes.

### Categorias
O TJR possui onze desafios básicos propostos (desafios formativos) que se destinam à competição e cinco desafios demo ( desafios em tecnologias disruptivas) que servem para apresentar cenários, missões e regras que combinados vislumbrem desafios para os quais o emprego de tecnologias disruptivas para a construção dos protótipos se constitui em vantagem competitiva,
• Desafios Propostos — Atualmente, distribuídos em onze desafios, Cabo de Guerra, Dança, MMA, Registro Multimidiático, Resgate de Alto Risco, Resgate no Plano, Robô Bombeiro, Robô Entregador de Pizzaria, Sumô, Viagem ao Centro da Terra e VCT - Labirinto Final, todos propostos para serem resolvidos por robôs autônomos, construídos por equipes com componentes a partir de 6 anos de idade e sem idade máxima. As equipes competem, segundo a faixa etária do seu integrante mais velho, em 4 níveis:
- Nível 1: O integrante mais velho da equipe deverá ter, durante todo o ano corrente, de 6 a 11 anos, inclusive;
- Nível 2: O integrante mais velho da equipe deverá ter, durante todo o ano corrente, de 12 a 14 anos, inclusive;
- Nível 3: O integrante mais velho da equipe deverá ter, durante todo o ano corrente, de 15 a 18 anos, inclusive;
- Nível 4: O integrante mais velho da equipe deverá ter, durante todo o ano corrente, acima de 19 anos, inclusive

• Desafios Demo — Atualmente, distribuídos em cinco desafios, Dirigilidade de Drones: Exploração Indoor, DRONE Entregador de Pizzaria, Corrida de Carros Autônomos, Humanoids For Fight e Corrida de Humanoides. Todas as equipes inscritas disputam em um mesmo nível, independentemente da idade de seus integrantes, considerando o consentimento dos pais e responsáveis quando se tratar de menores de idade.

### Edições
Desde 2009, o TJR Torneio Juvenil de Robótica faz parte do calendário nacional de competições de robótica, atendendo continuamente a um número crescente de participantes, através da cooperação cada vez mais ampla de instituições educacionais públicas e privadas.
| Ano  | Equipes | Etapas Locais | Instituição de apoio                                               | Ref   |
| ---- | ------- | ------------- | ------------------------------------------------------------------ | ----- |
| 2009 | 38      | 1             | Universidade de São Paulo (IME USP) - São Paulo                    |       |
| 2010 | 64      | 1             | Universidade de São Paulo (IME USP) - São Paulo                    | ]     |
| 2011 | 113     | 1             | Universidade de São Paulo (IME USP) - São Paulo                    |       |
| 2012 | 194     | 1             | Universidade Paulista (UNIP) - São Paulo                           |       |
| 2013 | 398     | 4             | Universidade Paulista (UNIP) - São Paulo                           | [ 9 ] |
| 2014 | 559     | 4             | Universidade Paulista (UNIP) - São Paulo                           |       |
| 2015 | 941     | 6             | Universidade Presbiteriana Mackenzie - São Paulo                   |       |
| 2016 | 1235    | 17            | Universidade Presbiteriana Mackenzie - São Paulo                   |       |
| 2017 | 1439    | 17            | Instituto de Educação, Ciência e Tecnologia do Maranhão - Maranhão | [ 1 ] |
| 2018 | 2015    | 19            | Instituto de Educação, Ciência e Tecnologia do Maranhão - Maranhão |       |
| 2019 |         | 24            | Instituto de Educação, Ciência e Tecnologia do Maranhão - Maranhão |       |

A partir de 2015, as três melhores equipes passaram a ser convidadas a participar de uma etapa final que passou a ser chamada de Final Nacional do TJR Torneio Juvenil de Robótica e que, por sua vez, conduz as três melhores equipes brasileiras de cada desafio, em cada nível, ao ITR International Tournament of Robots, ocasião em que as equipes brasileiras disputam com equipes de outros países.
| Ano  | Equipes | Final Nacional | Instituição de apoio                                         | Ref |
| ---- | ------- | -------------- | ------------------------------------------------------------ | --- |
| 2015 | 311     | Novembro       | Colégio Santo Inácio - RJ                                    |     |
| 2016 | 299     | Novembro       | Colégio Santo Inácio - RJ                                    |     |
| 2017 | 150     | Novembro       | Instituto de Educação, Ciência e Tecnologia do Maranhão - MA |     |
| 2018 | 270     | Dezembro       | Instituto Federal da Paraíba - Campus João Pessoa - PB       |     |
| 2019 |         | Dezembro       | Fundação TJR Torneio Juvenil de Robótica                     |     |

| Ano  | Equipes | International Tournament of Robots | Instituição de apoio                                                                         | Ref |
| ---- | ------- | ---------------------------------- | -------------------------------------------------------------------------------------------- | --- |
| 2016 | 51      | Agosto                             | Universidade Presbiteriana Mackenzie - São Paulo - SP - Brasil                               |     |
| 2017 | 55      | Junho                              | Escola Internacional Cidade Viva - Centro de Convenções - João Pessoa - Brasil               |     |
| 2018 | 140     | Junho                              | Centro Universitário ENIAC - Guarulhos - SP - Brasil                                         |     |
| 2019 | 125     | Junho                              | Instituto de Educação, Ciência e Tecnologia do Maranhão / Governo do Estado do Maranhão - MA |     |

### História
Em agosto de 2009, Prof. Me. Luís Rogério da Silva e a Profa. Dra. Leliane Nunes de Barros realizaram a primeira edição do evento nas dependências do Instituto de Matemática e Estatística da Universidade de São Paulo.
Nessa ocasião, em conjunto com o evento, foi realizado o Simpósio de Temas em Tecnologia e Currículo, quando se apresentaram a profa. Dra. Leliane Nunes de Barros (IME USP) e o prof. Dr. João Vilhete D’Abreu (UNICAMP).
Na segunda edição, o evento sediado no Instituto de Matemática e Estatística da Universidade de São Paulo contou com a Universidade
Paulista para a transmissão online do evento ainda sediado no IME USP, através da TV WEB UNIP OBJETIVO. Nessa edição, em 2010, o Simpósio de Temas em Tecnologia e Currículo, evento de acesso livre, apresentou as palestras do Prof. Dr. Marcelo Souza (UNICAMP), do Prof. Dr. Roberto Hirata (IME USP), do Prof. Dr. Mario Fontes (PUCSP), do Prof. Dr. Flávio Tonidandel (FEI), da Profa. Dra. Leliane Nunes de Barros (IME USP), sob os cuidados da Profa. Dra. Eliane Gonçalves (PUCSP) que o coordenou.
Em 2011, Renato Ferreira Pinto Jr e Wallace Souza, componentes da equipe Hipérion, apresentam ao público do Simpósio, mais de 300 pessoas, o projeto do robô campeão mundial da Robocup 2011 da Turquia em Rescue A Secondary. Assim como a palestra do prof. Dr. Flávio Tonidandel sobre competições e núcleos de projetos realizada em 2010 e a palestra de 2011 do Prof. Me. Luís Rogério da Silva sobre gerenciamento de projetos para construção de protótipos, a palestra dos jovens vitoriosos da Robocup Jr de 2011 trouxe ao evento forte poder inspirador sobre núcleos de estudo de robótica em todo o Brasil. Até o ano de 2017, quase uma dezena de prêmios da Robocup Jr, foram obtidos por equipes que participaram do TJR como, por exemplo, os das equipes CHS Dance Squad (2014), Jaguar (2014, 2015 e 2016), CHS Bellatrix Dance (2016), CHS Kepler (2017).
Em 2012, o evento passou a ser realizado sob um plano de gestão mais amplo e coeso: criou-se um sistema de gerenciamento do evento - o Sistema Gaia; surgiram os Cadernos de Apoio (cada desafio passou a contar com um caderno de apoio ao professor, ao aluno e ao árbitro) e uma plataforma para educação a distância foi integrada ao evento - a Escola Pública de Robótica, em que cursos de computação e robótica passaram ser acessados, gratuitamente, por qualquer pessoa interessada por essas áreas de conhecimento.
Em 2012, inaugurou-se o ENATER - Exame Nacional de Tecnologia em Robótica - com o objetivo de avaliar, gratuitamente, os alunos, através de prova teórica individual, a respeito dos conceitos empregados nos desafios práticos das várias competições de robótica oferecidas no Brasil, buscando responder aos pais, professores e escolas sobre o papel educacional realizado pelos cursos e eventos de robótica para a formação educacional.
Em 2013, o evento passa a ter mais do que uma etapa e, além de sua sede em São Paulo, avança para outros estados, como Distrito Federal e Rio de Janeiro. Em São Paulo foram atingidos números oito vezes maiores do que aqueles da inauguração do evento em 2009. Nesse ano, foi realizado o TJR Mini, evento derivado do TJR destinado especificamente para crianças de 6 a 11 anos.
No ano de 2014, cinco anos após o seu surgimento, nos vários estados em que o evento ocorreu, foram inscritas mais de 500 equipes, transformando o TJR Torneio Juvenil de Robótica num dos maiores eventos de robótica do país.
Desde 2015, as três melhores equipes das etapas locais passaram a ser convidadas a participar da Final Nacional do TJR Torneio Juvenil de Robótica
Em 2016, o desafio Viagem ao Centro da Terra do TJR Torneio Juvenil de robótica foi adotado pelo Desafio de Tecnologia e Inovação dos Institutos Federais para o rol de desafios de robótica móvel responsável pela seleção da equipe representante do Brasil na Worldskills de 2017. Esse desafio têm inspirado artigos sobre aplicação de robótica e computação no ensino básico como: Utilização de Robótica Livre com Dispositivos Móveis para o Ensino de Lógica de Programação para os Alunos do Ensino Fundamental e Uma Abordagem Utilizando Visão Computacional para Monitoramento de Robôs Móveis em Ambientes de Tarefas na Robótica Educacional. Em 2017, o desafio Viagem ao Centro da Terra foi empregado e indicado para a prática educacional na área de robótica de Institutos Federais do Brasil e foi apresentado como desafio no Torneio de Robótica IFF Bom Jesus de Itabapoana.

### Comitê Gestor
O Comitê Gestor do TJR Torneio Juvenil de Robótica é o órgão responsável pelas decisões administrativas das várias áreas de atuação do evento. A sua composição é anual e conta com os organizadores locais para a realização das etapas locais e nacional.
As áreas administrativas podem ser agrupadas em dois conjuntos:
1. Eventos conjugados ao TJR – Torneio Juvenil de Robótica: ENATER – Exame Nacional de Tecnologia em Robótica, ITR – International Tournament of Robots, Simpósio de Temas em Tecnologia e Currículo, Simpósio de Tecnologias Aplicadas ao Estudo de Linguagens e Códigos;
2. Setores de Apoio e Administração: Em apoio, estão os setores de desenvolvimento e emprego de regras, arbitragem, pedagógico e EAD (esses dois últimos voltados para a gestão da Escola Pública de Robótica). Em administração, estão os setores de sistemas de informação e de organização da competição.
Em 2019, respondem pelos vários cargos do Comitê Gestor:
- Coordenação Geral dos Eventos: Prof. Me. Luís Rogério da Silva (UNIP)
- Coordenação do ENATER – Exame Nacional de Tecnologia em Robótica: Prof. Dr. Roberto Hirata (USP) Prof. Dr. João Vilhete D’Abreu (UNICAMP) Prof. Me. Luís Rogério da Silva (UNIP) Prof. Me. César Augusto Rangel Bastos (FAETEC-CECIERJ)
- Coordenação do Simpósio de Tecnologias Aplicadas ao Estudo de Linguagens e Códigos: Profa. Dra. Eliane Gonçalves (PUCSP)
- Coordenação do Simpósio de Temas em Tecnologia e Currículo: Prof. Dr. João Vilhete Viegas D’Abreu (UNICAMP) e Profa. Dra. Eliane Gonçalves (PUCSP)
- Coordenação da Escola Pública de Robótica: Profa. Dra. Izilda Nardocci (ESMP – PUCSP)
- Coordenação Pedagógica: Eng. Ricardo Hahn Pereira (GOOGLE)
- Coordenação da Competição: Vanessa Ianaconi (COMPHAUS)
- Coordenação de Desenvolvimento e Emprego das Regras na Competição: Ac. Renato Ferreira Pinto Júnior (U. WATERLOO)
- Coordenação dos Sistemas de Informação: Ac. Gabriel Villela Noriega de Queiroz (USP)
- Coordenação dos Sistemas de Comunicação: Ac. Tiago Salzmann (ETH ZÜRICH) Ac. Ciro Salzmann (ETH ZÜRICH)